# Площадь Накш-э Джахан
Пло́щадь На́кш-э Джаха́н (перс. میدان نقش جهان‎ / Maydâne Naqše Jahân) — крупная площадь в иранском городе Исфахан, один из объектов Всемирного наследия ЮНЕСКО в Иране.
Площадь построена между 1598 и 1629 годом. Ее ширина составляет 160 метров, длина — 560 метров (площадь 89 600 квадратных метров). Площадь окружена зданиями эпохи Сефевидов. Мечеть Шаха расположена на южной стороне этой площади. На западной стороне находится дворец Али Капу. Мечеть Шейха Лотфуллаха расположена на восточной стороне площади, а на северной стороне Ворота Кейсари открываются в Большой базар Исфахана. В мечети Шах в проводится мусульманская пятничная молитва.
Квадрат площади изображён на оборотной стороне иранской банкноты в 20 000 риалов.

## Название

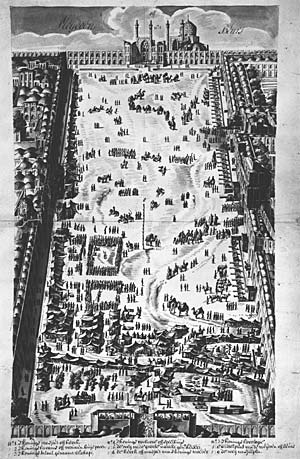
План площади в 1703 году. Рисунок Хофстеда ван Эссена, библиотека университета Лейден, Нидерланды.

Ныне площадь известна под названиями Пло́щадь На́кш-э Джаха́н (перс. میدان نقش جهان‎ / Maydâne Naqše Jahân; переводится как Площадь Украшение Мира), и как Пло́щадь Има́ма (перс. میدان امام‎ / Maydâne Imâm). До исламской революции 1979 года площадь называлась Площадью Ша́ха (перс. میدان شاه‎ / Maydâne Šâh).

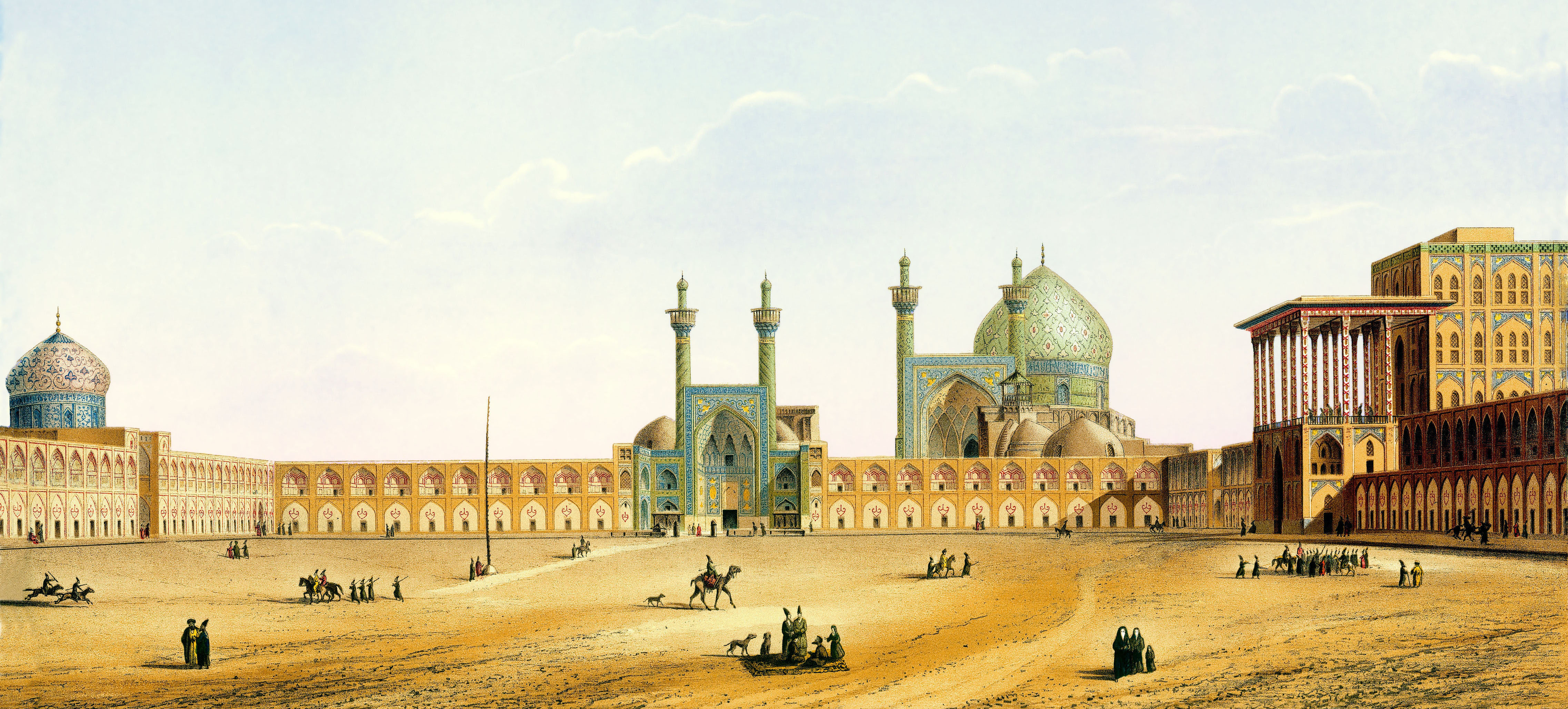
Рисунок Хавьера Паскаля Косте, во время его визита в Персию в 1849 году в составе делегации французского посла.

## История
В 1598 году, когда сефевид Аббас-Шах решил перенести столицу своей империи из Казвина (северо-запад империи) в Исфахан (центр империи), было решено полностью отстроить и перепланировать новую столицу. Было решено построить центр и основную часть города на правом берегу реки Зайендеруд («Живительная река»). Город лежал как оазис интенсивного возделывания среди обширной области засушливого ландшафта. Таким образом, Аббас-Шах дистанцировал свою столицу от любых будущих нападений со стороны что османов, которые соперничали с Сефевидами, и другими тюркскими народами. В то же время Аббас-Шах получил больший контроль над персидским заливом, который к тому времени стал важным торговым маршрутом для голландских и британских компаний в Ост-Индии.
Главным архитектором плана города являлся известный математик, астроном, философ и поэт Шейх Бахаадин Аль-Амили, который сосредоточил программу строительства на двух ключевых особенностях плана шаха Аббаса. Это был улица Чахарбагх («четыре сада»), на которой находились важные государственные, религиозные и образовательные здания, в том числе резиденции всех иностранных высокопоставленных лиц, и площадь Накш-э-Джахан, вокруг которой были построены основная часть архитектурных шедевров Исфахана. Сам Аббас-Шах проживал во. Воссоздание Исфахана, как великой столицы Персии, стало важным шагом в централизации власти. Шах Аббас собрал в исфахане три главных компонента власти в Персии: духовную власть, представленную масджед-э шахом, власть торговцев, представленная императорским базаром, и, конечно, власть самого шаха, проживающего во дворце Али Гапу в западной части площади.

## Архитектурные памятники и объекты на площади
Главным зданием на площади во времена Аббас-Шаха являлось дворец Али Гапу, в котором проживал сам шах и его семья. Дворец расположен к западу от площади. Одним из главных и известных исторических зданий на площади является мечеть Имама (исторические названия — мечеть Джамэ-е Аббас и мечеть Ша́ха), которая является крупнейшей мечетью Исфахана и одной из крупнейших мечетей мира. Мечеть Имама находится с южной стороны площади. В нескольких километрах от площади находится мечеть Джами, которая по стилю схожа с мечетью Имама. Еще одним из главных объектов на площади Накш-э Джахан является мечеть Шейха Лютфуллы, которая отличается своей грандиозностью и красотой. Мечеть Шейха Лютфуллы расположена в восточной части площади. К северу от площади расположен исфаханский базар, один из крупнейших базаров Ирана, который сформировался начиная с эпохи династии Сельджукидов.

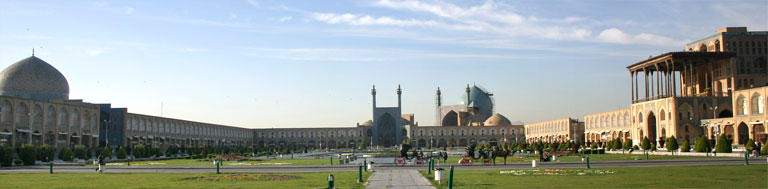
Панорама площади, вид с севера. В центре мечеть Имама, справа дворец Али Гапу, слева мечеть Шейха Лютфуллы.